# Sha'ar HaGolan
Sha'ar HaGolan (in ebraico שַׁעַר הַגּוֹלָן‎?, letteralmente "porta del Golan") è un kibbutz situato ai piedi delle alture del Golan nella regione della valle del Giordano, nel nord-est di Israele. Situato a meno di 1 km dal confine con la Giordania, rientra sotto la giurisdizione del consiglio regionale di Emek HaYarden. Nel 2019, aveva una popolazione di 543 abitanti.

## Storia
Sha'ar HaGolan è stata fondata il 21 marzo 1937 da membri del movimento giovanile di Hashomer Hatzair provenienti dalla Cecoslovacchia e dalla Polonia. I fondatori si incontrarono nel 1930 a Rishon LeZion per organizzare una squadra ed erano chiamati "Ein Hakore" fino al 1937, quando il kibbutz è stato fondato come insediamento di torre e palizzata.
Durante le battaglie della valle di Kinarot nella guerra arabo-israeliana del 1948, i difensori di Sha'ar HaGolan e quelli del vicino kibbutz di Masada, dopo aver resistito agli attacchi siriani e ai bombardamenti aerei, dovettero ritirarsi sia per mancanza di rinforzi che per disorganizzazione. Di conseguenza, il kibbutz è caduto sotto il controllo dell'esercito siriano, seppur per un breve periodo, durante il quale fu bruciato e saccheggiato. Anche se alcuni degli abitanti fecero presto ritorno, furono stigmatizzati come "codardi" e la rivendicazione sotto forma di documenti militari rilasciati è arrivata solo negli ultimi anni.